# 庚申塚古墳 (飯綱町)
庚申塚古墳（こうしんづかこふん）とは、長野県飯綱町平出にある前方後円墳。
古くから塚の上に庚申塔が祀られていたので庚申塚と呼ばれてきた。
1933年（昭和8年）に栗岩英治が庚申塚を調査して、前方後円墳であるとした。
古墳時代（5世紀前半）築造されたと考えられる古墳で、国内6例目となる格子目叩きが施された 埴輪（円筒埴輪）が出土した。

## 概要
- 墳形 - 前方後円墳
- 規模
  - 全長：約52メートル
  - 後円部径：約31メートル
  - 後円部高さ：3.5メートル
  - 前方部の先端の幅：約15 - 17メートル
  - 前方部高さ：1.5メートル

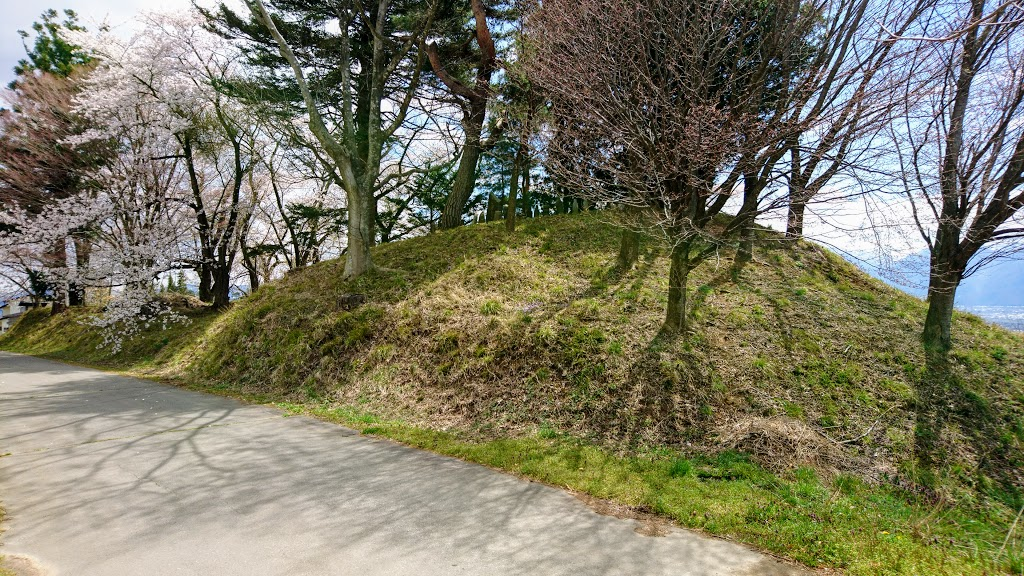
庚申塚古墳近景
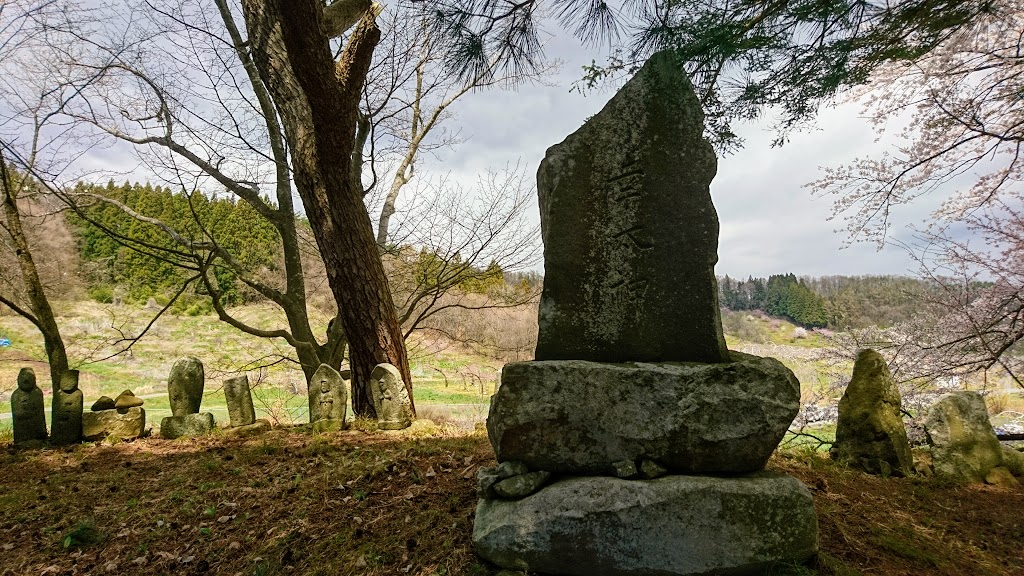
石碑
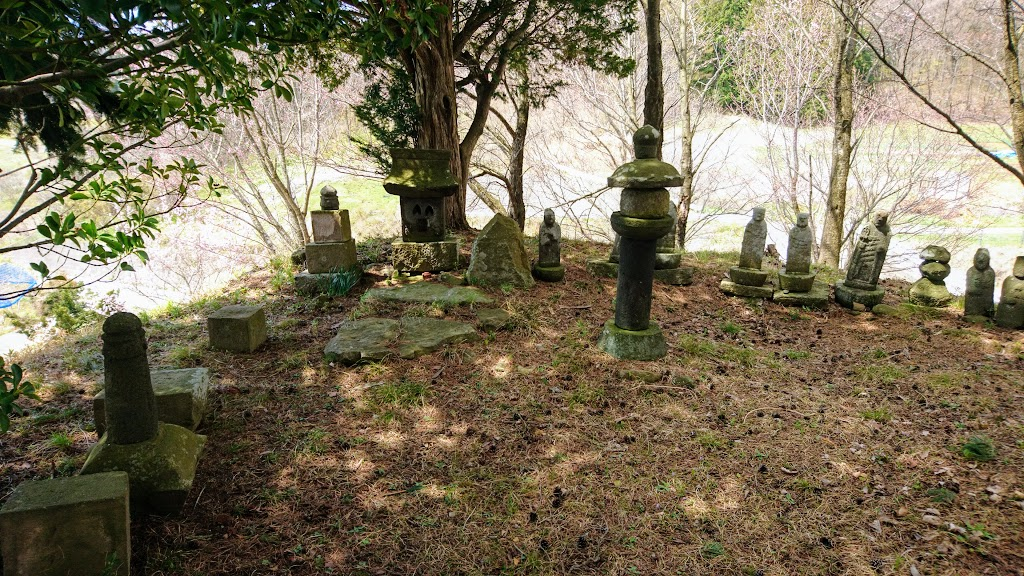
庚申塔

## 所在地
- 長野県上水内郡飯綱町大字平出字西浦1007-1、1008-1

## 交通アクセス
- 最寄駅：しなの鉄道牟礼駅（車約8分）